# Inkräktarna (1981)
Inkräktarna, originaltitel: Southern Comfort, är en amerikansk actionthriller från 1981 i regi av Walter Hill. Filmen handlar om nio nationalgardister som ger sig ut på en rutinövning i Louisianas träskmarker. De anar dock inte vad som väntar dem.

## Rollista (urval)
| Keith Carradine | – menig 1kl Spencer      |
| Powers Boothe   | – korpral Charles Hardin |
| Fred Ward       | – korpral Lonnie Reece   |
| T.K. Carter     | – menig Tyrone Cribbs    |
| Franklyn Seales | – menig 1kl Simms        |